# 2. HOL za žene 2000./01.
Druga hrvatska odbojkaška liga za žene za sezonu 2000./01. je predstavljala drugi rang odbojkaškog prvenstva Hrvatske za žene. Ligu su činila trideset i četiri kluba raspoređenih u četiri skupine - Istok, Centar, Zapad i Jug.

## Ljestvice

### Centar
| mj. | klub                | ut. | pob. | por. | set+ | set- | bod. |
| --- | ------------------- | --- | ---- | ---- | ---- | ---- | ---- |
| 1.  | Bjelovar (Bjelovar) | 14  | 14   | 0    | 42   | 6    | 42   |
| 2.  | Akademičar (Zagreb) | 14  | 12   | 2    | 38   | 17   | 36   |
| 3.  | Vrbovec (Vrbovec)   | 14  | 10   | 4    | 34   | 19   | 29   |
| 4.  | Mladost II (Zagreb) | 14  | 7    | 7    | 26   | 27   | 24   |
| 5.  | Karlovac (Karlovac) | 14  | 5    | 9    | 25   | 29   | 17   |
| 6.  | Čakovec (Čakovec)   | 14  | 3    | 11   | 17   | 36   | 12   |
| 7.  | Sisak (Sisak)       | 14  | 3    | 11   | 15   | 36   | 11   |
| 8.  | VPŠ (Zagreb)        | 14  | 2    | 12   | 10   | 40   | 4    |

### Istok
| mj. | klub                            | ut. | pob. | por. | set+ | set- | bod. |
| --- | ------------------------------- | --- | ---- | ---- | ---- | ---- | ---- |
| 1.  | Čepin (Čepin)                   | 14  | 12   | 2    | 39   | 8    | 37   |
| 2.  | Belišće (Belišće)               | 14  | 13   | 1    | 39   | 10   | 37   |
| 3.  | Donji Miholjac (Donji Miholjac) | 14  | 10   | 4    | 34   | 14   | 30   |
| 4.  | Vibrobeton II (Vinkovci)        | 14  | 8    | 6    | 28   | 20   | 26   |
| 5.  | Osijek II (Osijek)              | 14  | 5    | 9    | 21   | 31   | 15   |
| 6.  | Valpovo (Valpovo)               | 14  | 4    | 10   | 13   | 35   | 10   |
| 7.  | Matija Mesić (Slavonski Brod)   | 14  | 2    | 12   | 10   | 39   | 7    |
| 8.  | Nova Gradiška (Nova Gradiška)   | 14  | 2    | 12   | 13   | 40   | 6    |

### Jug
| mj. | klub                      | ut. | pob. | por. | set+ | set- | bod. |
| --- | ------------------------- | --- | ---- | ---- | ---- | ---- | ---- |
| 1.  | Konavle (Dubrovnik)       | 17  | 16   | 1    | 48   | 9    | 48   |
| 2.  | Brda (Split)              | 17  | 10   | 7    | 39   | 26   | 30   |
| 3.  | Zadar (Zadar)             | 17  | 9    | 8    | 33   | 26   | 29   |
| 4.  | Šibenik (Šibenik)         | 17  | 9    | 8    | 34   | 30   | 28   |
| 5.  | Dubrovnik (Dubrovnik)     | 9   | 9    | 0    | 27   | 6    | 25   |
| 6.  | Kaštela II (Kaštel Stari) | 17  | 8    | 9    | 33   | 33   | 25   |
| 7.  | Domagoj (Čapljina)        | 17  | 8    | 9    | 28   | 31   | 23   |
| 8.  | ISS (Kaštel Kambelovac)   | 17  | 8    | 9    | 26   | 38   | 20   |
| 9.  | Bigeste (Ljubuški)        | 17  | 4    | 13   | 15   | 44   | 11   |
| 10. | Makarska (Makarska)       | 17  | 0    | 17   | 8    | 51   | 1    |

### Zapad
| mj. | klub                   | ut. | pob. | por. | set+ | set- | bod. |
| --- | ---------------------- | --- | ---- | ---- | ---- | ---- | ---- |
| 1.  | Sušak (Rijeka)         | 14  | 11   | 3    | 38   | 15   | 34   |
| 2.  | Gornja Vežica (Rijeka) | 14  | 12   | 2    | 38   | 17   | 34   |
| 3.  | Marčana (Marčana)      | 14  | 10   | 4    | 35   | 19   | 30   |
| 4.  | Veli Vrh (Pula)        | 14  | 10   | 4    | 32   | 21   | 30   |
| 5.  | Poreč (Poreč)          | 14  | 6    | 8    | 27   | 29   | 26   |
| 6.  | Rovinj (Rovinj)        | 14  | 4    | 10   | 19   | 33   | 13   |
| 7.  | Grobničar (Rijeka)     | 14  | 3    | 11   | 17   | 34   | 7    |
| 8.  | Buje (Buje)            | 14  | 0    | 14   | 4    | 42   | 0    |

### Kvalifikacije za 1. ligu

#### Prvi krug
Igrano od 4. do 6. svibnja 2001. u Šibeniku.
| mj. | klub                | ut. | pob. | por. | set+ | set- | bod. |
| --- | ------------------- | --- | ---- | ---- | ---- | ---- | ---- |
| 1.  | Sušak (Rijeka)      | 3   | 3    | 0    | 9    | 3    | 9    |
| 2.  | Konavle (Dubrovnik) | 3   | 2    | 1    | 7    | 4    | 6    |
| 3.  | Bjelovar (Bjelovar) | 3   | 1    | 2    | 5    | 6    | 3    |
| 4.  | Čepin (Čepin)       | 3   | 0    | 3    | 1    | 9    | 0    |

#### Drugi krug
Igrano od 18. do 20. svibnja 2001. u Šibeniku.
| mj. | klub                | ut. | pob. | por. | set+ | set- | bod. |
| --- | ------------------- | --- | ---- | ---- | ---- | ---- | ---- |
| 1.  | Viadukt (Zagreb)    | 3   | 3    | 0    | 9    | 1    | 9    |
| 2.  | Sušak (Rijeka)      | 3   | 2    | 1    | 6    | 4    | 6    |
| 3.  | Konavle (Dubrovnik) | 3   | 1    | 2    | 4    | 6    | 3    |
| 4.  | Zagreb (Zagreb)     | 3   | 0    | 3    | 1    | 9    | 0    |

## Unutarnje poveznice
- Prva liga 2000./01.